# Sanduleak −69 202
Désignations
Sanduleak −69 202, en abrégé SK−69 202, était une supergéante bleue située dans le Grand Nuage de Magellan. Née il y a 10 millions d'années et 20 fois plus massive que le Soleil, SK-69 202 a  explosé en supernova en 1987 et est désormais connue sous le nom de SN 1987A.
Le télescope spatial Hubble a produit des images en lumière visible qui mettent en évidence la structure interne du nuage de gaz issu de cette supernova.